# Te Deum (Britten)
Benjamin Britten voltooide zijn Te Deum op 17 september 1934. Terwijl hij nog met dit werk bezig was, componeerde hij nog tussendoor Jubilate Deo in Es. Het Te Deum is gecomponeerd voor Maurice Vinden en het Koor van  St Mark’s in Londen, het Jubilate Deo trouwens ook. Het Te Deum werd tijdens een uitvoering in 1961 aangevuld met de nieuwe Jubilate Deo in C.
Britten componeerde later weer een Te Deum voor een St Mark’s; het werd zijn Festival Te Deum voor de St. Mark’s in Swindon.
Het Te Deum werd echter door een ander koor voor het eerst de wereld ingezongen; het St. Michael’s koor uit Cornhill zong het op 13 november 1935. Vinden en koor zongen het op 27 januari 1936 voor het eerst.  
Het Te Deum is geschreven voor:
- sopraan solo
- koor bestaande uit sopranen, alten, tenoren en baritons;
- orgel

## Discografie
- Uitgave Chandos: Finzi Singers o.l.v. Paul Spicer uit 1996
- Uitgave Hyperion : 3 verschillende uitvoeringen